# بيير ميرسير
بيير ميرسير (بالفرنسية: Pierre Mercier)‏ هو لاعب كرة قدم هايتي وفرنسي في مركز الدفاع، ولد في 7 يونيو 1982 في Fond Cochon ‏ في هايتي. شارك مع منتخب هايتي لكرة القدم. أما مع النوادي، فقد لعب مع لو مون لوزان ونادي باولم ونادي غويونيون ونادي لوزيناك ونادي لوهان كويسو ونادي مولان.

## وصلات خارجية
- بيير ميرسير على موقع الاتحاد الدولي (مؤرشف)  (الإنجليزية)
- بيير ميرسير على موقع قاعدة بيانات كرة القدم.إي يو (الإنجليزية)
- بيير ميرسير على موقع ناشيونال فوتبول تيمز (الإنجليزية)